# گمینا سوووو
گمینا سوووو (به لهستانی:  Gmina Sułów) یک گمینا در لهستان است که در شهرستان زاموشتش واقع شده‌است. گمینا سوووو ۹۳٫۴۸ کیلومتر مربع مساحت و ۴٬۷۶۵ نفر جمعیت دارد.